# 513 aC
El 513 aC va ser un any del calendari romà prejulià. A la República Romana i a l'Imperi, era conegut com a any 241 ab urbe condita. L'ús del nom «513 aC» per referir-se a aquest any es remunta a l'alta edat mitjana, quan el sistema Anno Domini va ser el mètode de numeració dels anys més comú a Europa.

## Esdeveniments
- El xahanxà de l'Imperi Aquemènida, Darios el Gran, dirigeix una expedició contra els escites, conquereix Tràcia i Macedònia (el rei Amintes li va pagar tribut) i arriba fins al Danubi acompanyat pels grecs, entre ells el jove Milcíades, futur heroi de Marató.[2][3]
- Histieu, tirà de Milet, va dirigir un contingent de jonis al servei de Darios I durant la invasió del país dels escites i va quedar en custòdia del pont de naus amb què l'exèrcit va creuar el Danubi. El rei li va dir que s'esperés seixanta dies. L'exèrcit persa no va tornar a temps i Milcíades d'Atenes va aconsellar als vigilants de destruir el pont i retirar-se, però Histieu va voler esperar. Quan els perses van tornar, Histieu els va conduir sans i estalvis a l'altre costat del riu. Darios li va agrair aquest servei i en tornar a Sardes li va concedir el govern de Mitilene i un districte de la zona del riu Estrímon a Tràcia, deixant el govern de Milet al seu parent Aristàgores.[4]